# Dikbekmangrovezanger
De dikbekmangrovezanger (Gerygone magnirostris) is een zangvogel uit de familie Acanthizidae (Australische zangers).

## Verspreiding en leefgebied
Deze soort komt voor in Nieuw-Guinea en Australië en telt zes ondersoorten:
- G. m. conspicillata: Raja Ampat-eilanden en de Vogelkop (noordwestelijk Nieuw-Guinea).
- G. m. affinis: noordelijk Nieuw-Guinea en de nabijgelegen eilanden.
- G. m. brunneipectus: zuidelijk Nieuw-Guinea, de Aru-eilanden en de eilanden in de Straat Torres.
- G. m. rosseliana: D'Entrecasteaux-eilanden en de Louisiaden.
- G. m. magnirostris: noordelijk Australië.
- G. m. cairnsensis: noordoostelijk Australië.

## Status
De grootte van de populatie is niet gekwantificeerd maar de soort wordt omschreven als plaatselijk vrij algemeen tot zeer algemeen. Op de Rode lijst van de IUCN heeft deze soort de status niet bedreigd.